# Kożuszne
Kożuszne – nieistniejąca wieś w obecnej gminie Komańcza w powiecie sanockim, wólka przy wsi Wysoczany. Wieś leżała na wysokości ok. 450 m n.p.m. na pagórkowatym terenie na pograniczu Beskidu Niskiego i Pogórza Bukowskiego, na lewym brzegu Osławy, u ujścia do niej potoku Płonka. 
W miejscu po dawnej wsi znajdują się obecnie liczne zabudowania, w tym ośrodek jeździecki Tarpan, pensjonat Sokolisko, ranczo turystyczne Quadzik oraz domki wczasowe nad Goryłką. Znajduje się tu także kopalnia odkrywkowa Wysoczany.

## Historia
Wieś lokowana w 1583, następnie była częścią wsi Wysoczany. W 1880 roku wieś liczyła 192 mieszkańców, w większości Rusinów, w 1898 było 167 mieszkańców i 24 domy. W połowie XIX wieku właścicielem posiadłości tabularnej w Kożusznem był Stanisław Truskolaski. W latach 70. właścicielem dóbr był Leonard Truskolaski.
Wieś należała do parafii greckokatolickiej w Płonnej, przed rokiem 1880 do parafii w Szczawnem. W 1905 Helena Truskolaska posiadała we wsi obszar 53 ha. Do roku 1914 podlegała pod jurysdykcję starostwa powiatowego Sanoku, powiat sądowy w Bukowsku.
W II Rzeczypospolitej wieś w powiecie sanockim województwa lwowskiego. 26 marca 1946 nacjonaliści ukraińscy z OUN-UPA zaatakowali pod wsią oddział 175 polskich żołnierzy z 38 Komendy WOP, wzmocniony przez żołnierzy 34 pułku piechoty i 36 Komendy WOP. Zadaniem oddziału, liczącego łącznie 175 żołnierzy, była ewakuacja strażnic WOP w Komańczy, Radoszycach i Łupkowie. W walce zginęło 40 żołnierzy, 10 zostało rannych, a    wieś spłonęła.

## Mieszkańcy
Nazwiska mieszkańców rok 1772 do XIX wieku: Bodnik, Hrycko, Huzela, Królak, Kurciow, Szotka, Jarosz, Hrycyk, Mielnik, Marczynyszyn, Motko, Nonic, Szczerba, Worotyła. Po roku 1944 ludność rusińska została przesiedlona w ramach wymiany ludności na Ukrainę. Metryki greckokatolickie mieszkańców z lat 1784-1889 znajdują się w Szczawnem oraz w Płonnej.